# Duke Nalon
Dennis "Duke" Nalon (Chicago, Illinois, 2 maart 1913 – 26 februari 2001) was een Formule 1-coureur uit de Verenigde Staten. Hij nam tussen 1938 en 1953 10 maal deel aan de Indianapolis 500, waarin 3 hiervan, de edities van 1951, 1952 en 1953 in het Formule 1-kampioenschap vielen. Hij behaalde in zijn hele Indy-carrière twee pole positions, maar in het Formule 1-kampioenschap scoorde hij geen punten.